# Livet måste levas
Livet måste levas är en svensk film från 1943 i regi av Elof Ahrle.
Filmens förlaga var en novell med samma namn av Bertil Johnson (pseudonym för Theodor Berthels). Sten Dahlgren var fotograf och Tage Holmberg klippare. Produktions- och distributionsbolag var AB Svea Film. Filmen hade premiär den 27 september 1943 på olika biografer i Stockholm, Göteborg, Linköping och Norrköping. Den var 84 minuter lång och tillåten från 15 år.
Livet måste levas spelades in mellan april och juni 1943 i Centrumateljéerna i Stockholm.

## Handling
Sjömannen Gustaf har just återvänt till Stockholm, staden där han växte upp men inte varit på 14 år. Han längtar att få återse lägenheten i vilken han växte upp och beger sig dit. Där bor nu familjen Berglund och frun Ella öppnar och visar honom runt. När hennes make Sven får reda på att hon har haft herrbesök under dagen blir han rasande varpå Ella flyr från honom. Hon beger sig till Gustaf men blir snart uppsökt av maken som hotar henne med pistol. Gustaf slår honom till marken och han avlider senare på sjukhus. Gustaf frikänns av domstolen då han anses ha handlat i nödvärn. Han och Ella inleder ett förhållande.

## Rollista
- Oscar Ljung – Gustaf Blom, sjöman
- Elof Ahrle – Karl Hansson, sjöman
- Elsie Albiin – Ella Berglund
- Tord Bernheim – Sven Berglund
- Marianne Löfgren – Elvira Persson
- Hilda Borgström – fru Nilsson
- Julia Cæsar – fru Olsson
- Douglas Håge – Hamberg, poliskommissarie

## Mottagande
Filmen ansågs av de flesta recensenter berättas på ett rättframt, okonstlat, om än något tafatt sätt. Manuset ansågs dock vara undermåligt.

### Fotnoter
1. 1 2 3 4 5  ”Livet måste levas”. Svensk Filmdatabas. http://www.sfi.se/sv/svensk-filmdatabas/Item/?itemid=4031&type=MOVIE&iv=Basic&ref=/templates/SwedishFilmSearchResult.aspx?id%3d1225%26epslanguage%3dsv%26searchword%3dlivet+m%C3%A5ste+levas%26type%3dMovieTitle%26match%3dBegin%26page%3d1%26prom%3dFalse. Läst 13 februari 2013.